# デラックスマーガレット
『デラックスマーガレット』は、かつて集英社が発行した少女向けの隔月刊漫画雑誌。デラマの通称で知られた。奇数月に刊行され、発売日は前々月28日（土・日曜日の場合は直近の金曜日）。

## 概要
1967年に「おしゃれでスマートな少女コミック誌」として創刊された。創刊当初は季刊。1978年9月号から隔月刊となる。2010年5月28日発売の7月特別号を最後に隔月刊を終了し、『別冊マーガレットsister』にリニューアルされた。
『別冊マーガレット』などの作品の番外編や読み切り作品が多く掲載された。また、掲載された読み切り作品が『別冊マーガレット』で連載されるなどした。

## 過去の掲載作品
- 紅い牙（柴田昌弘）
- 世界を敵に回しても（斉藤倫）
- 片道切符（和田尚子）
- ヤスコとケンジ（読切り版・アルコ）
- 私日和（羽柴麻央）
- 友だちの話（河原和音原作、山川あいじ作画）
- ラブとミニ（本山一城）

## 主な掲載作家
- Maria
- 和田尚子

## 発行部数
- 2003年9月1日 - 2004年8月31日、218,333部[3]
- 2004年9月 - 2005年8月、208,334部[3]
- 2005年9月1日 - 2006年8月31日、190,000部[3]
- 2006年9月1日 - 2007年8月31日、181,666部[3]
- 2007年10月1日 - 2008年9月30日、171,667部[3]
- 2008年10月1日 - 2009年9月30日、151,667部[3]
- 2009年10月1日 - 2009年12月31日、140,000部[4]
- 2010年1月1日 - 2010年3月31日、125,000部[4]

## 姉妹誌
- 別冊マーガレット